# Gora Trëhglavaja
Gora Trëhglavaja är ett berg i Antarktis. Det ligger i Östantarktis. Australien gör anspråk på området. Toppen på Gora Trëhglavaja är 451 meter över havet.
Terrängen runt Gora Trëhglavaja är platt österut, men västerut är den kuperad. Trakten är obefolkad. Det finns inga samhällen i närheten.